# بيتو ريشا
بيتو ريشا (بالبرتغالية: Beto Richa‏) هو سياسي برازيلي، ولد في 29 يوليو 1965 في لوندرينا في البرازيل. حزبياً، نشط في الحزب الديمقراطي الاجتماعي البرازيلي. وقد انتخب عضو مجلس النواب البرازيلي ‏.